# Sketches of Roses
Sketches of Roses är ett musikalbum från 1998 med jazzpianisten Elise Einarsdotter och hennes man, basisten Olle Steinholtz.

## Låtlista
1. Vanja (Elise Einarsdotter/Olle Steinholtz) – 4:04
2. Time Remebered (Bill Evans) – 4:06
3. Nardis (Miles Davis) – 4:33
4. Come Bright Sunshine (Elise Einarsdotter) – 2:21
5. Bass Haze (Olle Steinholtz) – 1:57
6. Impulse 1 (Elise Einarsdotter) – 2:40
7. Impulse 2 (Elise Einarsdotter) – 2:47
8. Falling Grace (Steve Swallow) – 4:01
9. Else-Britt's Blues (Elise Einarsdotter) – 2:40
10. Sketches of Roses (Elise Einarsdotter) – 2:25
11. You Must Believe in Spring (Michel Legrand/Jacques Demy/Alan Bergman/Marilyn Bergman) – 4:05
12. Israel (John Carisi) – 3:29
13. In Your Own Sweet Way (Dave Brubeck) – 3:49
14. Scared Hearts (Elise Einarsdotter) – 3:03
15. Song of Ra (Elise Einarsdotter) – 2:25
16. You Understand (Elise Einarsdotter) – 3:31
17. The Little Girl with the Shells (Elise Einarsdotter) – 3:58
18. I Fall in Love Too Easily (Jule Styne/Sammy Cahn) – 7:09

## Medverkande
- Elise Einarsdotter – piano
- Olle Steinholtz – bas